# Hartigsches Netz
Als Hartigsches Netz wird ein interzelluläres, dicht verzweigtes Netzwerk aus Pilzhyphen, das sich zwischen den Zellen der Wurzelrinde von Gehölzpflanzen bildet. Es ist typisch für Ektomykorrhiza, eine symbiotische Lebensgemeinschaft zwischen Pilzen und Pflanzen.

## Biologie
Die Hyphen dieser Pilze wachsen von den Zellzwischenräumen der Wurzelhaut (Rhizodermis) ausgehend in die äußeren Rindenschichten. Dort bildet sich das Hartigsche Netz, das die Pflanzenzellen eng umschließt, ohne sie zu durchdringen. Bei Ektomykorrhizen mit ausgebildetem Pilzmantel ist das Hartigsche Netz als ein stark verzweigtes, fingerartiges Hyphengeflecht ausgebildet, das vorwiegend quer zur Wurzelachse wächst und die Rindenzellen von allen Seiten umschließt. Es vergrößert die Kontaktfläche zwischen Pilz und Pflanze erheblich und ermöglicht einen intensiven Austausch von Nährstoffen.
Der Pilz verbessert die Versorgung der Pflanze mit Wasser und mit schwer verfügbaren Mineralstoffen wie Stickstoff oder Phosphor. Im Gegenzug erhält er von der Pflanze Zucker, die bei der Photosynthese entstehen. Viele dieser Pilze können auch saprobiontisch leben, das heißt, sie ernähren sich von abgestorbenem organischen Material. Bei Mykorrhiza steht jedoch der wechselseitige Nutzen der Symbiose im Vordergrund.

## Name
Das Hartigsche Netz ist nach dem Forstwissenschaftler Theodor Hartig benannt bzw. nach seinem Sohn Robert Hartig.